# (32241) 2000 ON39
2000 ON39 (asteroide 32241) é um asteroide da cintura principal. Possui uma excentricidade de 0.16992440 e uma inclinação de 10.60346º.
Este asteroide foi descoberto no dia 30 de julho de 2000 por LINEAR em Socorro.